# Claude-Antoine-Gabriel de Choiseul
Pour les articles homonymes, voir Choiseul.
Pour les autres membres de la famille, voir Famille de Choiseul.
Claude-Antoine-Gabriel, né le 26 août 1760 à Lunéville, mort le 1er décembre 1838, duc de Choiseul et pair de France (1787).

## Biographie
Fils de Claude-Antoine-Clériadus de Choiseul-La Baume (1733-guillotiné en 1794), dernier comte de St-Amour, et de Diane-Gabrielle de La Baume-St-Martin (1729-1792), il appartenait à la Maison de Choiseul-(Beaupré-Daillecourt).
Plusieurs parentés naturelles s'établissaient entre lui et le ministre Étienne-François de Choiseul-Beaupré-Stainville,, dont il épousa de surcroît la nièce en 1778, Marie-Stéphanie de Choiseul-Stainville (fille du maréchal Jacques-Philippe de Choiseul, frère cadet du ministre). Ledit ministre eut la permission du roi pour adopter ce neveu par alliance comme son fils,.
Colonel du régiment Royal Dragons en 1791, il coopéra à la tentative d'évasion de Louis XVI, fut pour ce fait arrêté à Verdun, et ne recouvra la liberté que lors de l'acceptation de la constitution par le roi. Chevalier d'honneur de la reine, il resta auprès d'elle jusqu'à son incarcération à la prison du Temple, et n'émigra que quand sa tête fut mise à prix.

### Émigration
Le 20 septembre 1792 il passe en Angleterre et se met, dans l'émigration, au service de Monsieur, travaillant avec le comte d'Autichamp. En 1794, il est dans la régence du Hanovre et, au mois de mars, sur recommandation de Lord Elgin, ambassadeur du Royaume-Uni à Bruxelles, il lève un régiment de hussards émigrés, nommé « Hussards de Choiseul ». Incorporé dans l'armée britannique, ce régiment fera partie du corps anglo-hanovrien du duc d'York pendant la campagne de Hollande de 1794 et 1795.
En juin 1795, le duc de Choiseul ne voulant plus participer à une guerre fratricide, un nouvel arrangement est trouvé et une nouvelle capitulation signée avec les Britanniques, qui permet d'envoyer le régiment outre-mer avec promesse « de servir contre les régicides français pendant toute la guerre ou une durée de quatre ans au choix de sa Majesté britannique »[Passage contradictoire].

### Les naufragés de Calais
Le 12 novembre 1795, le duc de Choiseul fut embarqué avec la deuxième division de son régiment, ainsi que le régiment de Lowenstein à Stade, sur les bâtiments Cléopâtre, Freiheist et le Deux Sœurs, battant pavillon danois, destinés à aller servir aux Indes contre Tipû Sâhib ou aux Antilles.
Le 17 novembre, une tempête jette la flotte sur les côtes de France ; officiers et soldats rescapés sont faits prisonniers, réclamés comme soldats de l'armée des Indes par le gouvernement anglais, tous les naufragés de nationalité étrangère sont libérés en décembre. Le duc de Choiseul et les soldats émigrés français, eux, sont incarcérés jusqu'au 18 frimaire (1799), malgré le zèle du magistrat Philippe-Antoine Merlin de Douai à les faire exécuter. Le duc échappa au supplice à la faveur du coup d'État du 18 brumaire, et en fut quitte pour être déporté. Le 1er janvier 1800, le duc de Choiseul est à Münster.

### Restauration
II rentra en France en 1801, fut, à la Restauration, appelé à la Chambre des pairs, s'y posa en défenseur des institutions constitutionnelles et, en 1815, dans le procès du maréchal Ney, recommanda l'accusé à la clémence du roi.
Il défendit en 1820, pour prouver un point d'honneur, le fils de son ancien persécuteur, le général Eugène Antoine François Merlin,, impliqué dans une conspiration.
Il se démit, à l'avènement du ministre Villèle, des fonctions de major-général de la garde nationale, et devint tellement populaire qu'à la révolution de 1830 son nom fut porté, avec ceux du maréchal Étienne Maurice Gérard et La Fayette, sur la liste du gouvernement provisoire. Dévoué à la nouvelle monarchie de Juillet, il lui donna un constant appui.
Ayant reçu en héritage le château aujourd'hui disparu d'Houécourt près de Vittel, le duc passa de longues périodes dans les Vosges.

### Mandats électoraux
Maire d'Houécourt, conseiller général des Vosges, il présidait l'assemblée départementale en 1822, se déclara le zélé partisan de l'enseignement mutuel dont il fit profiter tout aussitôt l'école primaire de sa commune et il poussa à l'ouverture du musée d'Épinal. Il contribua même à augmenter le fonds de façon fort généreuse.
Conseiller général des Vosges pour le canton de Châtenois, il conserva son mandat de conseiller général jusqu'en 1836, date à laquelle il céda sa place à son petit-fils, le duc Alfred de Marmier. Il était aussi gouverneur du Louvre,. Il fut membre du comité philhellène de Paris et « Grand Commandeur » du Suprême Conseil de France.
C'est avec sa galerie de tableaux qu'a été fondé le Musée départemental d'art ancien et contemporain (Épinal).

### Écrits
Le duc de Choiseul a laissé des Mémoires, dont il n'a paru que quelques fragments : 
- Départ de Louis XVI le 20 juin 1791[19], Paris, 1822 ;
- Procès des naufragés de Calais[17], 1830.

### Mariage et descendance
Il épouse le 6 octobre 1778 à Saint-Denis d'Amboise, Marie-Stéphanie de Choiseul Stainville (1763-1833), fille aînée du maréchal de France Jacques Philippe de Choiseul, duc de Choiseul-Stainville (1727-1789), et de Thomasse-Thérèse de Clermont d'Amboise de Reynel. Elle était la nièce d'Étienne François de Choiseul, duc de Choiseul, le ministre de Louis XV. Tous deux eurent deux enfants :
- Jacqueline Béatrix Gabrielle Stéphanie de Choiseul (Paris, 24 février 1782 - Paris, 13 mars 1861), dame du palais (1810-1814) de l'impératrice Marie-Louise, et dame pour accompagner (1831-1848) la reine Marie-Amélie de Bourbon-Siciles, mariée, le 11 juillet 1804 à Besançon, avec Philippe-Gabriel, duc de Marmier (1783-1845), dont postérité ;
- Étienne de Choiseul-Stainville (1786 ; mort à la guerre en 1809).

## Récapitulatif

### Titres
- Duc de Choiseul (1787-1838) ;
- Pair de France (Ancien Régime) : 1787-1789,
- Pair de France (Chambre des pairs) :
  - 4 juin 1814 - 20 mars 1815, juillet 1815 - 1er décembre 1838,
  - Duc et pair héréditaire (lettres patentes du 20 décembre 1814, sans majorat[20]).

La transmission des rang, titre et qualité de pair du royaume dont était revêtu Claude-Antoine-Gabriel de Choiseul (1760-1838), duc de Choiseul à son gendre, Philippe-Gabriel de Marmier, fut autorisée par ordonnance royale du 15 mai 1818 (bull. 278, n°. 6446). Elle prit effet par lettres patentes du 30 mars 1839, mais sans la pairie, l'hérédité de la pairie ayant été abolie.

### Décorations
- Grand officier de la Légion d'honneur[1]
- Grand-croix de la Légion d'honneur en 1837[22].

### Armoiries
D’azur à la croix d’or accompagné de dix-huit billettes du même, cinq et cinq en chef posées en sautoir, quatre et quatre en pointe posées deux et deux,.